# Médaille d'honneur des Forces armées (Vietnam)
La médaille d'honneur des Forces armées (en vietnamien: Danh-Dự Bội-Tinh) était une décoration militaire du Sud-Vietnam créée le 7 janvier 1953. La médaille était décernée en deux classes et a atteint son apogée pendant la guerre du Viêt Nam. Elle était souvent décernée à des membres d'armées étrangères, y compris à des conseillers militaires des Forces armées américaines.
La médaille d'honneur des Forces armées était décernée à tout militaire ayant contribué activement à la formation et à l'organisation de l'armée vietnamienne dans le sud du Viêt Nam et ayant participé activement à la formation des cadres des unités vietnamiennes. Il était destiné à des réalisations non liées au combat..
La médaille de première classe était décernée aux officiers et les médailles de deuxième classe aux adjudants et aux soldats. La médaille de première classe est en or et celle de deuxième classe en argent. Les rubans de suspension et de service des deux grades se distinguent par un motif or et rouge pour la première classe et deux motifs rouges de chaque côté pour la deuxième classe. Les deux rubans comportaient trois bandes verticales centrales bleu clair.
Aujourd'hui, la médaille n'est disponible qu'auprès de marchands privés d'insignes militaires.

## Quelques récipiendaires notables
- Charles Alvin Beckwith
- Frederick C. Blesse
- William Francis Buckley
- Jon R. Cavaiani
- Joseph W. Dailey
- Paris Davis
- Wesley L. Fox
- George Patton IV
- Wilbur F. Simlik
- Ormond R. Simpson
- Bernard E. Trainor
- Frederick C. Weyand
- Herbert L. Wilkerson
- James C. Hester
- John R. Mac

## Source
- (en) Cet article est partiellement ou en totalité issu de l’article de Wikipédia en anglais intitulé « Armed Forces Honor Medal » (voir la liste des auteurs).